# Anatolobrium eggeri
Anatolobrium eggeri är en skalbaggsart som beskrevs av Karl Adlbauer 2004. Anatolobrium eggeri ingår i släktet Anatolobrium och familjen långhorningar. Inga underarter finns listade i Catalogue of Life.